# Флаг Астраханской области
Флаг Астраха́нской области — один из официальных символов Астраханской области Российской Федерации.

## Описание
Согласно Статье 3 Закона Астраханской области «О флаге и гербе Астраханской области» от 19 декабря 2001 года,

Флаг Астраханской области представляет собой прямоугольное полотнище голубого цвета, посредине флага расположена золотая корона, состоящая из обруча с тремя видимыми листовидными зубцами и золотой митры, скреплённой пятью видимыми дугами украшенными жемчугом и с зелёной подкладкой. Митра увенчана золотым шариком с крестом. Под короной серебряный с золотой рукоятью восточный меч остриём влево. Габаритная ширина изображения золотой короны с серебряным с золотой рукоятью восточным мечом на флаге Астраханской области должна составлять 1/4 часть длины полотнища флага. Отношение ширины полотнища к длине — 2:3. 
В статьях 4—10 данного Закона регулируются правила и порядок официального использования флага.